# Мартемьяново (Владимирская область)
Мартемьяново — деревня в Ковровском районе Владимирской области России, входит в состав Новосельского сельского поселения.

## География
Деревня расположена в 20 км на юг от центра поселения посёлка Новый и в 23 км на юг от райцентра города Ковров.

## История
В XIX — первой четверти XX века деревня входила в состав Клюшниковской волости Ковровского уезда. В 1859 году в деревне числилось 23 двора, в 1905 году — 37 дворов, в 1926 году — 49 дворов.
С 1929 года деревня являлась центром Мартемьяновского сельсовета Ковровского района, с 1940 года — в составе Крутовского сельсовета, с 2005 года — в составе Новосельского сельского поселения.

## Население
| 1859 | 1905 | 1926 | 2002 | 2010 | 2021 |
| ---- | ---- | ---- | ---- | ---- | ---- |
| 243  | ↘222 | ↗243 | ↘13  | ↗14  | ↘10  |